# 今野梨乃
今野 梨乃（こんの りの、1985年11月17日 - ）は、日本のAV女優、ストリッパー。ゼロサムプロダクション所属。
趣味はショッピング。

## 略歴
- 2006年8月、『First Impression 14』でAVデビュー。

- 2007年10月21日、新宿ニューアートにてストリップデビュー。
- 2010年3月16日引退作を撮影し、引退する。

## 作品

### アダルトビデオ
2006年
- First Impression 14 （8月1日、アイデアポケット）
- MODEL COSPLAY 5 （9月1日、アイデアポケット）
- ANGEL BEAUTY （10月1日、アイデアポケット）
- GLAMOROUS LIP 舐めまくり口淫唾液痴女12 （11月1日、アイデアポケット）
- Spermania Vol.16 （12月1日、アイデアポケット）

2007年
- MAX MOSAIC VOL. 9 （1月1日、アイデアポケット）
- DIGITAL CHANNEL DC34 （2月1日、アイデアポケット）
- オトナの為の性教育 （3月1日、アイデアポケット）
- 100発の精子飲む （4月1日、アイデアポケット）
- BEACH GIRL （5月1日、アイデアポケット）
- 淫乱痴女学園 03 （6月1日、アイデアポケット）
- パイパンと中出しとワタシ （7月1日、アイデアポケット）
- FELLATIO FESTIVAL 6 （8月1日、アイデアポケット）オムニバス作品
- アナル輪姦2穴中出しレイプ （9月19日、エムズビデオグループ）
- 無制限中出し （10月19日、エムズビデオグループ）
- Elegant Queen （11月13日、MOODYZ）
- 大量小便ザーメンぶっかけWアナル&W中出し 全編ミラクルモザイク （12月19日、エムズビデオグループ）

2008年
- Venus NUDE:FILE2 （1月15日、フォーエバー）
- サイレント・レズビアン 美しい女のよだレズLIVE （2月19日、ドグマ）
- 乳首の弱いカノジョと僕が、互いに乳首を責めあいました。2 撮り下ろし×10編 （4月15日、ワープエンタテインメント）オムニバス作品
- 黒人中出し21連発 [今野梨乃] （5月13日、カルマ）
- 女医in… [脅迫スイートルーム] Doctor Rino（26） （5月15日、ドリームチケット）
- W-cast 乱交・スペルマハーレム （6月19日、桃太郎映像出版）
- 痴女にまつわる都市伝説 転校したら生徒がボクだけで美人女教師6人が全員で教えてくれる夢の集団女教師ハーレム学園 （7月1日、MOODYZ）
- レイプ!中出し!アナル!全て輪姦!集団女教師レイプ輪姦 （7月1日、MOODYZ）
- もし、こんなイイオンナと出来たなら… （7月3日、タカラ映像）
- 中出しドキュメント＋美少女生中出し （7月7日、桃太郎映像出版）
- 中出し了解 13 （7月23日、プレステージ）
- おしゃぶり予備校 8 （7月25日、映天）
- 女社長と秘書の禁断な関係 （8月8日、アウダースジャパン）
- DOKIレズ 25 （8月8日、アウダースジャパン）
- ぬるぬる （8月19日、桃太郎映像出版）
- 姫蘭 The 1st srage （9月19日、ウイークエンダー）
- 禁断のカウンセリング （10月3日、アウダースジャパン）
- DOKIレズ 27 （10月3日、アウダースジャパン）
- 後背位からどうですか? （11月21日、映天）
- D+令嬢 （12月30日、ウイークエンダー）
- 姫蘭 The 3rd Stage （12月30日、ウイークエンダー）

2009年
- Lesbian Life 7 (3月20日、U&K)
- 露出で興奮したからSEXがしたい! (4月1日、AVS)
- ネチョレズ! VOL.3 (5月22日、U&K)
- オナキャスト! VOL.1 (6月12日、U&K)オムニバス作品
- ボイン痴女たちの童貞筆下ろし大乱交 (6月13日、MOODYZ)
- アナル中出し家庭教師 (6月19日、クロス)
- ぶっかけ潮吹きアナル凌辱レズビアン (6月19日、アンナと花子)
- OL Delivery 01 りの (10月2日、GLAY'z)
- レズビアンベロちゅー (12月10日 YeLLOW)
- 真正中出し！ (12月27日、モブスターズ)

2010年
- 何度も何度もイキまくるオナニー（1月22日、OFFICE K’S）
- フェラチオ連続発射（1月22日、OFFICE K’S）
- CARAMELDIAMOND (1月25日、C-Format)
- フェラチオナニー（2月5日、OFFICE K’S）
- レズの鬼 3 レズぶったぎり2時間（2月19日、LADIES♀ROOM）
- carmine W（3月19日、Cuddle Bunny）
- AV女優オールスター☆ROOKIE乱交水泳大会（3月19日、Rookie）
- おしゃぶり学園 ピンサロ科 3（4月2日、FS.KNIGHTS VISUAL）
- コンセント ファン感謝W引退スペシャル!（6月25日、Fantasista）
- 痴女が支配するねっとりベロフェラ VOL.2（11月5日、篤）

### オリジナルビデオ
- 監禁工場 反逆のアマゾネスたち（2007年10月22日、TMC）

## 出演

### テレビバラエティ
- 女神のハテナ （2007年、日本テレビ）
- 朝までたけし的ショー2008 お正月（2008年、テレビ朝日）

### テレビドラマ
- Xenos （2007年、テレビ東京）

### ネット放送
- デラ☆エロパラ(GyaOジョッキー、2009年5月12日ゲスト出演)